# خضاب حيوي

تشتق فراشة مورفو الزرقاء (Blue Morpho)، التي موقعها الرئيسي في أمريكا الوسطى، لونها الأزرق المميز من التقزح اللوني بشكل أكبر من الصبغات.

الصبغات البيولوجية، والمشهورة كذلك ببساطة باسم الصبغات أو الصبغات الحيوية عبارة عن مكونات تنتجها الكائنات الحية التي تتميز بالألوان وتنجم عن امتصاص جزئي لألوان الطيف. وتشتمل الصبغات البيولوجية على صبغات النباتات وصبغات الزهور. وتحتوي على العديد من الهياكل البيولوجية، مثل الجلد والعينين والفراء والشعر على صبغات مثل الميلانين في خلايا مخصصة يطلق عليها اسم حاملات الصباغ.
ويختلف لون الصبغة عن اللون الهيكلي حيث أنه بنفس الشكل لكل زوايا العرض، في حين أن اللون الهيكلي ينجم عن الانعكاس أو التقزح اللوني، غالبًا بسبب الهياكل متعددة الطبقات. على سبيل المثال، تحتوي أجنحة الفراشة بشكل نموذجي على ألوان هيكلية، رغم أن العديد من الفراشات بها خلايا تحتوي على أصباغ كذلك.

## الأصباغ البيولوجية
- القائمة على هيمي (Heme)/بورفيرين (porphyrin): كلوروفيل (chlorophyll)، بيليروبين (bilirubin)، هيموسيانين (hemocyanin) هيموجلوبين (hemoglobin)، ميوجلوبين (myoglobin)
- الباعثة للضوء: لوسيفيرين (luciferin)
- الكاروتينات:
  - هيماتوكرومات (Hematochrome) (أصباغ الطحالب، خلطات الكاروتينات ومشتقاتها)
  - الكاروتينات: كاروتين ألفا وبيتا وليكوبين (lycopene) ورودوبسين (rhodopsin)
  - الزانثوفيلات (Xanthophyll): كانثازانثين (canthaxanthin)، زياكسانثين (zeaxanthin)، اللوتين (lutein)
- البروتينية: الفيتوكروم (phytochrome)، الفيكوبيليبروتينات (phycobiliprotein)
- البولين (Polyene) إينولات (enolates): طائفة من الصبغات الحمراء التي تتفرد بها الببغاوات
- غير ذلك: الميلانين، يوروكروم (urochrome)، الفلافونويدات (flavonoids)